# CXCL6
CXCL6 (англ. C-X-C motif chemokine ligand 6) – білок, який кодується однойменним геном, розташованим у людей на 4-й хромосомі. Довжина поліпептидного ланцюга білка становить 114 амінокислот, а молекулярна маса — 11 897.
| 10         |  | 20         |  | 30         |  | 40         |  | 50         |
| ---------- |  | ---------- |  | ---------- |  | ---------- |  | ---------- |
| MSLPSSRAAR |  | VPGPSGSLCA |  | LLALLLLLTP |  | PGPLASAGPV |  | SAVLTELRCT |
| CLRVTLRVNP |  | KTIGKLQVFP |  | AGPQCSKVEV |  | VASLKNGKQV |  | CLDPEAPFLK |
| KVIQKILDSG |  | NKKN       |  |            |  |            |  |            |

A: Аланін

C: Цистеїн

D: Аспарагінова кислота

E: Глутамінова кислота

F: Фенілаланін

G: Гліцин

I: Ізолейцин

K: Лізин

L: Лейцин

M: Метіонін

N: Аспарагін

P: Пролін

Q: Глутамін

R: Аргінін

S: Серин

T: Треонін

Кодований геном білок за функціями належить до цитокінів, антибіотиків, антимікробних білків. 
Задіяний у такому біологічному процесі, як хемотаксис. 
Білок має сайт для зв'язування з молекулою гепарину. 
Секретований назовні.